# James Erskine, 6. Earl of Buchan
James Erskine, 6. Earl of Buchan (* 1600; † Januar 1640 in London) war ein schottischer Adliger.

## Leben
Sein Vater war John Erskine, 19. Earl of Mar; seine Mutter war Mary, eine Tochter von Esmé Stewart, 1. Duke of Lennox. Als vierter Sohn, dazu aus zweiter Ehe seines Vaters, hatte er keine Aussichten, dessen Erbe anzutreten.
Bereits um 1614 wurde seine Ehe mit Mary Douglas, 6. Countess of Buchan, arrangiert. Die Hochzeit fand am 18. Juni 1615 statt, James wurde damit iure uxoris zum Earl of Buchan.
Am 22. März 1617 wurde mit königlicher Urkunde das Earldom „mit gleichen Rechten“ an James und seine Frau übertragen; die Erbfolge wurde auf „den länger Lebenden und alle ehelichen Erben für alle Zeit“ ausgedehnt. James wurde somit auch suo iure zum Earl of Buchan. Mary verzichtete daraufhin zu Gunsten ihres Mannes auf alle Rechte aus ihrem Titel.
Über die gemeinsame Zeit von James und Mary ist nichts bekannt. Nach ihrem Tod im Jahr 1628 lebte er die meiste Zeit in England und war dort einer der Gentleman of the Bedchamber von Karl I. Er starb in London, nach der Überführung wurde sein Leichnam bei Mary in Auchterhouse beigesetzt. Da er ohne Testament verstorben war, wurden seine Besitzungen bis 1647 verwaltet.
Aus seiner Ehe mit Mary stammten fünf Kinder; die Söhne James (Erbe und späterer 7. Earl) und John sowie die Töchter Mary, Margaret und Elisabeth. Aus zweiter Ehe, geschlossen zwischen 1630 und 1635 mit Dorothy, Tochter des Sir Phillip Knyvett, 1. Baronet (of Buckenham), stammte ein weiterer Sohn, Henry.